# Black Uhuru
Black Uhuru est un groupe de reggae jamaïcain formé en 1972, initialement sous le nom Uhuru (liberté en swahili). 
Ils ont eu leur période de plus grand succès dans les années 1980, gagnant un Grammy Award pour leur album Anthem en 1985.

## Biographie
Le groupe est formé en 1972 à Kingston par Euvin « Don Carlos » Spencer, Rudolph « Garth » Dennis et Derrick « Duckie » Simpson. Ils enregistrent deux titres sous le nom The Sound Of Freedom, Folk Song et Going To Zion, puis Euvin et Rudolph quittent prématurément le groupe, l'un pour entamer une carrière solo et l'autre pour aller chanter dans le groupe The Wailing Souls. Arrivent alors Michael Rose, Errol Wilson (futur membre des Jays) et le duo Sly Dunbar et Robbie Shakespeare. Le groupe, sous le nom (provisoire) de Black Sounds Uhro, enregistre alors Love Crisis (1977), le réel point de départ de leur carrière.
Mais leur notoriété arrivera réellement lors du recrutement de Sandra « Puma » Jones qui vient remplacer Errol pour épauler Michael aux harmonies. Le groupe enregistre en 1980 deux albums : Black Uhuru et Sinsemilia (avec Stevie Wonder au piano sur No Loafing), deux albums de chansons très roots, d'harmonies et de thèmes militants et rasta. Toujours en 1980, ils enregistrent au moins deux titres (Rentman et Wood For My Fire) pour le label DEB de Dennis Brown.
Black Uhuru furent les premiers à enregistrer pour le label créé par Sly & Robbie, Taxi Records.
En 1981, L'album Red arrive dans les bacs, il est souvent considéré comme leur meilleur album studio.
Leur titre What is life est grandement diffusé dans un épisode de la série Miami Vice (saison 4 épisode N°4 (les génies qui venaient du froid).
Black Uhuru enchaine les tournées internationales – notamment avec les Clash, ou, plus étonnant, les Rolling Stones ou encore Police –, et décroche le premier Grammy Award jamais décerné à une formation reggae. Mais au sommet de la renommée du groupe, Michael quitte la formation pour vivre sa vie et s'occuper de sa ferme. Il continuera malgré tout une carrière solo.
Black Uhuru connaîtra alors une carrière chaotique. Duckie Simpson recrute le jeune chanteur Junior Reid issu du quartier de Waterhouse tout comme Michael Rose dont il partage le style vocal dit « à la Waterhouse ». La formation avec Junior Reid comme chanteur principal dure le temps de deux albums, Brutal (1986) et Positive (1987), suivis chacun de leur déclinaison dub (Brutal Dub et Positive Dub). Atteinte d'un cancer, Puma Jones quitte le groupe après l'album Brutal et décède en 1990. Sur l'album Positive, elle est remplacée par Olafunke. À la suite du départ de Junior Reid en 1989, le groupe se désintègre.
Don Carlos, Garth et Duckie, les fondateurs originels du groupe, reforment alors Black Uhuru, et sortent les albums Now, Iron Storm et Mystical Truth. En 1995, le groupe se sépare à nouveau. Les trois acolytes iront même jusqu'à se déchirer devant les tribunaux pour savoir qui aura le droit à l'utilisation du nom de Black Uhuru — deux groupes évoluant même sous ce nom pendant un temps —, procès gagné par Duckie Simpson, seul membre initial à avoir connu toutes les configurations successives du groupe.
Black Uhuru reprend son activité avec Andrew Bees et Jenifah Nyah et sort deux albums studio relativement bien accueillis, Unification (1998), produit par King Jammy (producteur du premier album de Black Uhuru vingt ans plus tôt), puis Dynasty (2001). Le groupe ne surprend plus en studio et mise sur le live pour contenter son public. En février 2004, Duckie Simpson annonce le départ de Andrew Bees et le retour de Michael Rose, à l'initiative du chanteur Beres Hammond. Parallèlement, le nom d'Erykah Badu a circulé pour reprendre le rôle de voix féminine de Black Uhuru. En dépit de plusieurs tournées sous le nom de Black Uhuru feat. Michael Rose, cette nouvelle configuration n'a pour l'instant pas été très active sur le plan discographique (un single produit par Beres Hammond, Dollars, est sorti en 2005).
Robbie Shakespeare et Garth Dennis meurent en décembre 2021.

## Discographie

### Duckie Simpson, Errol Wilson et Michael Rose
- 1977 : Love Crisis

1. I Love King Selassie
2. Satan Army Band
3. Time To Unite
4. Natural Mystic
5. Eden Out Deh
6. Love Crisis
7. African Love
8. Hard Ground
9. Willow Tree
10. Sorry For The Man

- 1981 : Black Sounds of Freedom (Greensleeves - Réédition de Love Crisis)

1. I Love King Selassie
2. Satan Army Band
3. Time To Unite
4. Natural Mystic
5. Eden Out Deh
6. Love Crisis
7. African Love
8. Hard Ground
9. Willow Tree
10. Sorry For The Man

### Derrick «Duckie» Simpson,  Michael Rose,  Sandra «Puma» Jones
- 1979 : Showcase

1. Leaving Onto Zion
2. General Penitentiary
3. Guess Who's Coming To Dinner
4. Abortion
5. Natural Reggae Beat
6. Plastic Smile

- 1980 : Black Uhuru (Virgin - Réédition de showcase, avec en supplément le titre Shine Eye Gal)

1. Shine Eye Gal
2. Leaving Onto Zion
3. General Penitentiary
4. Guess Who's Coming To Dinner
5. Abortion
6. Natural Reggae Beat
7. Plastic Smile

- 1980 : Sinsemilla (Island Records)

1. Happiness
2. World Is Africa
3. Push Push
4. There Is Fire
5. No Loafing (Sit And Wonder)
6. Sinsemilia
7. Endurance
8. Vampire

- 1981 : Red (Island Records)

1. Youth Of Eglington
2. Sponji Reggae
3. Sistren
4. Journey
5. Utterance
6. Puff She Puff
7. Rockstone
8. Carbine

- 1982 : Chill Out (Island Records)

1. Chill Out
2. Darkness
3. Eye Market
4. Right Stuff
5. Mondays
6. Fleety Foot
7. Wicked Act
8. Moya (Queen of I Jungle)
9. Emotional Slaughter

- 1983 : Guess Who's Coming To Dinner (réédition de Black Uhuru)

1. Shine Eye Gal
2. Leaving To Zion
3. General Penitentiary
4. Guess Who's Coming To Dinner
5. Abortion
6. Natural Reggae Beat
7. Plastic Smile

- 1983 : Anthem (Island Records)

1. What Is Life
2. Solidarity
3. Blach Uhuru Anthem
4. Try It
5. Botanical Roots
6. Somebody's Watching You
7. Bull In The Pen
8. Elements
9. Party Next Door

### Derrick Simpson,  Delroy «Junior» Reid,  Sandra «Puma» Jones
- 1986 : Brutal (RAS Records)

1. Brutal
2. Fit You Haffe Fit
3. Great Train Robbery
4. City Vibes
5. Uptown Girl
6. Conviction Or A Fine
7. Dread In The Mountain
8. Let Us Pray
9. Visions
10. Reggae With You

- 1986 : Brutal Dub (RAS Records)

1. Brutalize Me With Dub
2. Dub Your Haffe Dub
3. Robbery Dub
4. City Dub
5. Uptown Dub
6. Conviction Or A Dub
7. Dub In The Mountain
8. Let Us Dub
9. Visions Of Dub
10. Dub It With You

- 1987 : Positive (RAS Records)

1. Fire City
2. Cowboy Town
3. My Concept
4. Space Within Your Heart
5. Positive
6. Pain
7. Dry Weather House
8. I Create
9. Burning Dub[3]
10. Dub Town[3]
11. Conceptual Dub[3]
12. Space Within Your Dub[3]

- 1987 : The Positive Dub (RAS Records)

1. Dub Town
2. Burning Dub
3. Positively Dub
4. Conceptual Dub
5. Space Within Your Dub
6. Extra Dry Dub
7. Painfully Dub
8. Dub Creation

### Derrick «Duckie» Simpson,  Garth Dennis et Don Carlos
- 1990 : Now

1. Heathen
2. Peace and Love
3. Army Band
4. Take Heed
5. Reggae Rock
6. Thinking About You
7. Imposter
8. Freedom Fighter
9. Word Sound
10. Hey Joe

- 1991 : Iron Storm

1. Bloodshed
2. Colorblind Affair
3. Dancehall Vibes
4. Statement
5. Tip of The Iceberg (feat. Ice-T)
6. Iron Storm
7. Breakout
8. Trouble
9. Colorblind Affair FM Mix

- 1993 : Mystical truth

1. Questions
2. Bassline
3. Slippin' into Darkness
4. Give My Love
5. Don't You Worry
6. Deadlock Pall Bearers
7. One Love (feat. Louie Rankin)
8. Pay Day
9. Ozone Layer
10. Living In The City
11. Young School Girl
12. Mercy Street
13. Tip Of The Iceberg (feat. Ice-T)

- 1994 : Strongg

1. Brand New World
2. Strongg
3. Eye Of An Angel
4. From Jump Street
5. Reggae Song
6. Spectrum
7. Time Material & Space
8. Genocide
9. Big Bad Bully
10. Yes I
11. Conscience Calling
12. I Pray

### Derrick «Duckie» Simpson,  Jenifah Nyah,  Andrew Bees
- 1998 : Unification (Five Star General)

1. Here Comes Blach Uhuru
2. System
3. Nyahbinghi Congo
4. Look at Life
5. Wicked Haffe Feel It
6. Real Thing
7. Can't Fight It
8. Proselyte
9. Hail Tafari
10. Lullaby Love
11. Babylon Fall with John Paul
12. Emperor Lion
13. Binghi Fire
14. Two for One

- 2001 : Dynasty

1. Liberation 2000
2. Mother Of Iration
3. Stability
4. Dread To Be Rasta
5. Prophecy
6. Bone Alone
7. Proselyte
8. Top Of The Pop
9. Psychopathic Drunkies
10. Unfair Game
11. Evil Spiritual Gangster
12. Gathering Time

- 2018 : As The World Turns

1. As The World Turns
2. Spectrum
3. Stronger
4. War Crime
5. Stand Alone
6. Betrayal
7. Jah Guide
8. Chalice
9. Jamaica Herbman
10. Ganja Baby
11. 5 Star General
12. Police & Thief
13. Bone Alone
14. Slaughter
15. Live & Learn

### Albums Dubs et Lives
- 1982 - Uhuru in Dub
- 1982 - Tear It Up - Live (album et video)
- 1983 - The Dub Factor
- 1986 - Brutal Dub
- 1987 - The Positive Dub
- 1988 - Live, Babylon One way
- 1988 - Live In New York City
- 1990 - Now Dub
- 1990 - Love Dub (réédition d'Uhuru In Dub)
- 1992 - Iron Storm Dub
- 1993 - Mystical Truth Dub
- 1994 - Strongg Dubb
- 2000 - Live 1984
- 2001 - In Dub
- 2001 – Dubbin'It Live (été 2001, au Paléo Festival)
- 2006 - Live In London
- 2008 - Chicago 84 (à l'Aragon Ballroom)
- 200X - Greatest hits Live with Sly & Robbie
- 2016 - The Ritz, NY, Oct '81

### Compilations
- 1985 - Reggae Greats (Island)
- 1991 - 20 Greatest Hits (Sonic Sounds)
- 1994 - Liberation - The Island Anthology - Double Cd (Island)
- 2000 - Universal Masters Collection (Universal)
- 2004 - This Is Crucial Reggae (RAS Records)
- 2007 - Party In Session : The Black Uhuru Collection - Double Cd (Spectrum)
- 2012 - Guess Who's Coming To Dinner - The Best Of (Island)
- 2022 - Taxi Trax (Tabou 1)

### Singles
- 1972 - Folk Song/Version - sous le nom de Uhuru The Sounds Of Freedom
- 1975 - Going To Zion [One Way Sounds]
- Slow Coach/Stage Coach Rock - Garth Dennis en solo
- No No No/Version [Taxi DSR 7218/7219]
- Aquarius/Version (Revolutionaries) [Taxi DSR 8408] - Black Uhuru & The Tamlins
- Artibella/Version [Taxi DSR 2475] - Michael Rose en solo
- 1977 - Sun is Shining/Version [Hit Bound 3207] ou [Taxi DSR 3207]
- 1977 - Garvey Days/Blood Shed [Soul Trap Records ST-922]
- Rent Man (Black Uhuru & Jah Thomas)/Rent Board [Deb 034]
- Wood for my Fire/Version [Deb]
- Wood for my Fire/Rent Man [Deb] - 12" single
- I Love King Selassie/His Imperial Majesty [Greensleeves 888]
- Shine Eye Gal/Version [Taxi RRS 1112]
- Abortion/Version [Taxi DSR 8178]
- 1979 - Guess who's coming to dinner/Version [Taxi DSR 9437] ou [D Roy]
- General penitentiary/Version [Taxi DSR 8868]
- Sinsemilla [Island WIP 6226] - 12" single
- 1982 - Darkness-Dubness/Dub of Eglington [Island WIP 6787] - 10" single
- Right Stuff/Version [Taxi DSR 6184/6185]
- Eye market/Version (Sly & Robbie & The Taxi Gang) [Taxi DSR 6343/6344]
- 1982 - Mondays-Killer Tuesdays/Right Stuff (discomix) [6815]
- 1983 - What is Life/Solidarity-Party Next Door [Island ISP 150] - 12" single
- 1983 - Party Next Door/Version [Taxi DSR 1567/1568]
- 1984/1985 - Fit You Haffe Fit/Fitness (instrumental) [Taxi DSR 5347]
- 1985 - Conviction or a Fine/Version (Sly & Robbie & The Gang)  [Taxi DSR 7078/7079]
- Great Train Robbery/Version (Sly & Robbie & The Gang) [Taxi]
- Conquer the Tanker/Version [Taxi]
- 1987 - Conquer the Tanker/Reggae With you remix : vocal-dub-instrumental [Ras Records]
- 2001 - It a go Red [Live And Love LLD 0025] - 'Da Joint' riddim
- 2004 - Dollars/Version